# Katleho Makateng
Katleho Makateng (Pitseng, 20 settembre 1998) è un calciatore lesothiano, attaccante del LDF e della nazionale lesothiana.

## Carriera

### Nazionale
Ha debuttato con la nazionale lesothiana il 9 giugno 2022, nella partita pareggiata 0-0 contro la Costa d'Avorio valida per le qualificazioni alla Coppa d'Africa 2023.

## Statistiche

### Cronologia presenze e reti in nazionale
Aggiornato all'11 maggio 2023

| Cronologia completa delle presenze e delle reti in nazionale ― Lesotho | Cronologia completa delle presenze e delle reti in nazionale ― Lesotho | Cronologia completa delle presenze e delle reti in nazionale ― Lesotho | Cronologia completa delle presenze e delle reti in nazionale ― Lesotho | Cronologia completa delle presenze e delle reti in nazionale ― Lesotho | Cronologia completa delle presenze e delle reti in nazionale ― Lesotho | Cronologia completa delle presenze e delle reti in nazionale ― Lesotho | Cronologia completa delle presenze e delle reti in nazionale ― Lesotho |
| Data                                                                   | Città                                                                  | In casa                                                                | Risultato                                                              | Ospiti                                                                 | Competizione                                                           | Reti                                                                   | Note                                                                   |
| ---------------------------------------------------------------------- | ---------------------------------------------------------------------- | ---------------------------------------------------------------------- | ---------------------------------------------------------------------- | ---------------------------------------------------------------------- | ---------------------------------------------------------------------- | ---------------------------------------------------------------------- | ---------------------------------------------------------------------- |
| 9-6-2022                                                               | Soweto                                                                 | Lesotho                                                                | 0 – 0                                                                  | Costa d'Avorio                                                         | Qual. Coppa d'Africa 2023                                              | -                                                                      | 88’                                                                    |
| 23-3-2023                                                              | Ndola                                                                  | Zambia                                                                 | 3 – 1                                                                  | Lesotho                                                                | Qual. Coppa d'Africa 2023                                              | -                                                                      | 69’                                                                    |
| 26-3-2023                                                              | Soweto                                                                 | Lesotho                                                                | 0 – 2                                                                  | Zambia                                                                 | Qual. Coppa d'Africa 2023                                              | -                                                                      | 83’                                                                    |
| 17-6-2023                                                              | Johannesburg                                                           | Lesotho                                                                | 0 – 1                                                                  | Comore                                                                 | Qual. Coppa d'Africa 2023                                              | -                                                                      | 71’                                                                    |
| 9-9-2023                                                               | San-Pédro                                                              | Costa d'Avorio                                                         | 1 – 0                                                                  | Lesotho                                                                | Qual. Coppa d'Africa 2023                                              | -                                                                      | 85’                                                                    |
| 21-3-2025                                                              | Polokwane                                                              | Sudafrica                                                              | 2 – 0                                                                  | Lesotho                                                                | Qual. Mondiali 2026                                                    | -                                                                      | 88’                                                                    |
| Totale                                                                 |                                                                        | Presenze                                                               | 5                                                                      |                                                                        | Reti                                                                   | 0                                                                      |                                                                        |